# نيقولاس كامينغز
نيقولاس كامينغز (بالإنجليزية: Nicholas Cummings)‏ هو عالم نفس أمريكي، ولد في 25 يوليو 1924 في ساليناس في الولايات المتحدة.
ويعرف نيقولاس بموقفه الناقد لجمعية الطب النفسي الأمريكية APA لموقفها المتحيز والمعادي للقيم الدينية، وقد ألف عدة كتب في هذا السياق، منها كتاب حرب علم النفس على الدين Psychology's War on Religion في عام 2009